# Snakebite
Snakebite – minialbum, a zarazem pierwsze oficjalne wydawnictwo grupy rockowej Whitesnake, wydany w czerwcu 1978 roku. Oryginalnie zawierał 4 utwory i został opublikowany tylko w Wielkiej Brytanii. Pozostałe utwory zostały zaczerpnięte z solowej płyty Coverdale'a "Northwinds" i wydane na reedycji albumu, we wrześniu 1978 roku.  

## Lista utworów
| 1. | Come On (David Coverdale, Bernie Marsden)                         | 3:31  |
|    |                                                                   |       |
| 2. | Bloody Mary (Coverdale)                                           | 3:18  |
|    |                                                                   |       |
| 3. | Ain't No Love in the Heart of the City (Michael Price, Dan Walsh) | 5:07  |
|    |                                                                   |       |
| 4. | Steal Away (Whitesnake)                                           | 4:16  |
|    |                                                                   |       |
| 5. | Keep On Giving Me Love (Coverdale, Micky Moody)                   | 5:13  |
|    |                                                                   |       |
| 6. | Queen of Hearts (Coverdale, Moody)                                | 5:15  |
|    |                                                                   |       |
| 7. | Only My Soul (Coverdale)                                          | 4:33  |
|    |                                                                   |       |
| 8. | Breakdown (Coverdale, Moody)                                      | 5:12  |
|    |                                                                   |       |
|    |                                                                   | 36:25 |
|    |                                                                   |       |

## Twórcy
- David Coverdale – Wokal
- Micky Moody – gitara
- Bernie Marsden – gitara
- Neil Murray – bas
- Dave Dowle – perkusja
- Tim Hinkley – piano
- Alan Spenner – bas
- Tony Newman – perkusja
- Lee Brilleaux – harmonijka
- Roger Glover – clavinet, cowbell
- Graham Preskett – skrzypce